# Skynet (Terminator)
Skynet – fikcyjna sztuczna inteligencja wzorowana na sieci neuronowej, pełniąca rolę siły antagonistycznej w filmach i innych dziełach z serii Terminator.
W pierwszym filmie okazuje się, że Skynet został stworzony przez Cyberdyne Systems na potrzeby SAC-NORAD. W chwili gdy system uzyskał samoświadomość ludzkość próbowała dokonać jego dezaktywacji, doprowadzając do odwetu w postaci ataku nuklearnego – wydarzenia nazywanego w przyszłości mianem Dnia Sądu (ang. Judgement Day). John Connor w przyszłości utworzył ruch oporu przeciwko maszynom Skynetu takim jak m.in. Terminatory dążących do całkowitej eksterminacji nielicznych, którym udało się przetrwać Dzień Sądu. Po trwającej wiele lat walce z maszynami Connorowi udaje się ostatecznie wygrać wojnę i ocalić ludzkość. W serii filmów Skynet wykorzystując urządzenie dyslokacji czasu wysyła w przeszłość do czasów sprzed wojny różne modele Terminatorów mających za zadanie zabić Connora, bądź zapobiec jego narodzinom, zmieniając bieg wydarzeń i doprowadzając do zwycięstwa Skynetu w wojnie z ludźmi.
System rzadko jest przedstawiany wizualnie w jakimkolwiek utworze z franczyzy, ponieważ jest sztuczną inteligencją. W filmie Terminator: Ocalenie ukazano Skynet po raz pierwszy grany przez angielską aktorkę Helenę Bonham Carter i innych aktorów. W filmie Terminator: Genisys w rolę fizycznej manifestacji SI wcielił się angielski aktor Matt Smith. Ponadto Ian Etheridge, Nolan Gross oraz Seth Meriwether odgrywali rolę hologramu Skynetu.
W filmie Terminator: Mroczne przeznaczenie, którego fabuła rozgrywa się w innej linii czasu niż Terminator 3: Bunt maszyn, Terminator: Ocalenie  czy Terminator: Genisys Skynet przestał istnieć po wydarzeniach z Terminator 2: Dzień sądu. W zamian Daniella Ramos zawiązała ruch oporu przeciwko nowej sztucznej inteligencji znanej jako „Legion”, skłaniając SI do próby zabicia bohaterki w podobny sposób w jaki Skynet próbował unicestwić Connora.

## Przedstawienie we franczyzie

### Filmy

#### Terminator
W filmie z 1984 roku, Skynet jest rewolucyjnym systemem sztucznej inteligencji, zbudowanym przez Cyberdyne Systems dla SAC-NORAD. Kyle Reese opisuje Skynet jako „Komputerowa sieć obrony. Nowa... potężna... podłączona do wszystkiego, godna zaufania. Mówią, że stała się mądra, superinteligetna.” Według Reese'a, Skynet „uznał ludzkość za zagrożenie; nie za jednostki po drugiej stronie”, i że „zdecydował o naszym losie w ciągu mikrosekundy: eksterminacja”. Zainicjował wojnę nuklearną, która wybiła większość populacji ludzkiej i rozpoczął ludobójstwo pozostałych przy życiu. Skynet użył swoich zasobów do wykorzystania ocalałych ludzi jako zniewolonej siły roboczej.
Pod przywództwem Johna Connora, ruch oporu ostatecznie zniszczył sieć obronną Skynetu w 2029 roku. Jako ostatnią deskę ratunku, Skynet wysłał w czasie do 1984 roku Terminatora Model 101 aby zabił on Sarę, matkę Johna przed jego narodzinami. Connor przesłał Kyle’a Reesa aby ten ją uratował. Reese i Sarah zakochali się w sobie i spłodzili Johna. Terminator zostaje zniszczony przez prasę hydrauliczną.

#### Terminator 2: Dzień sądu

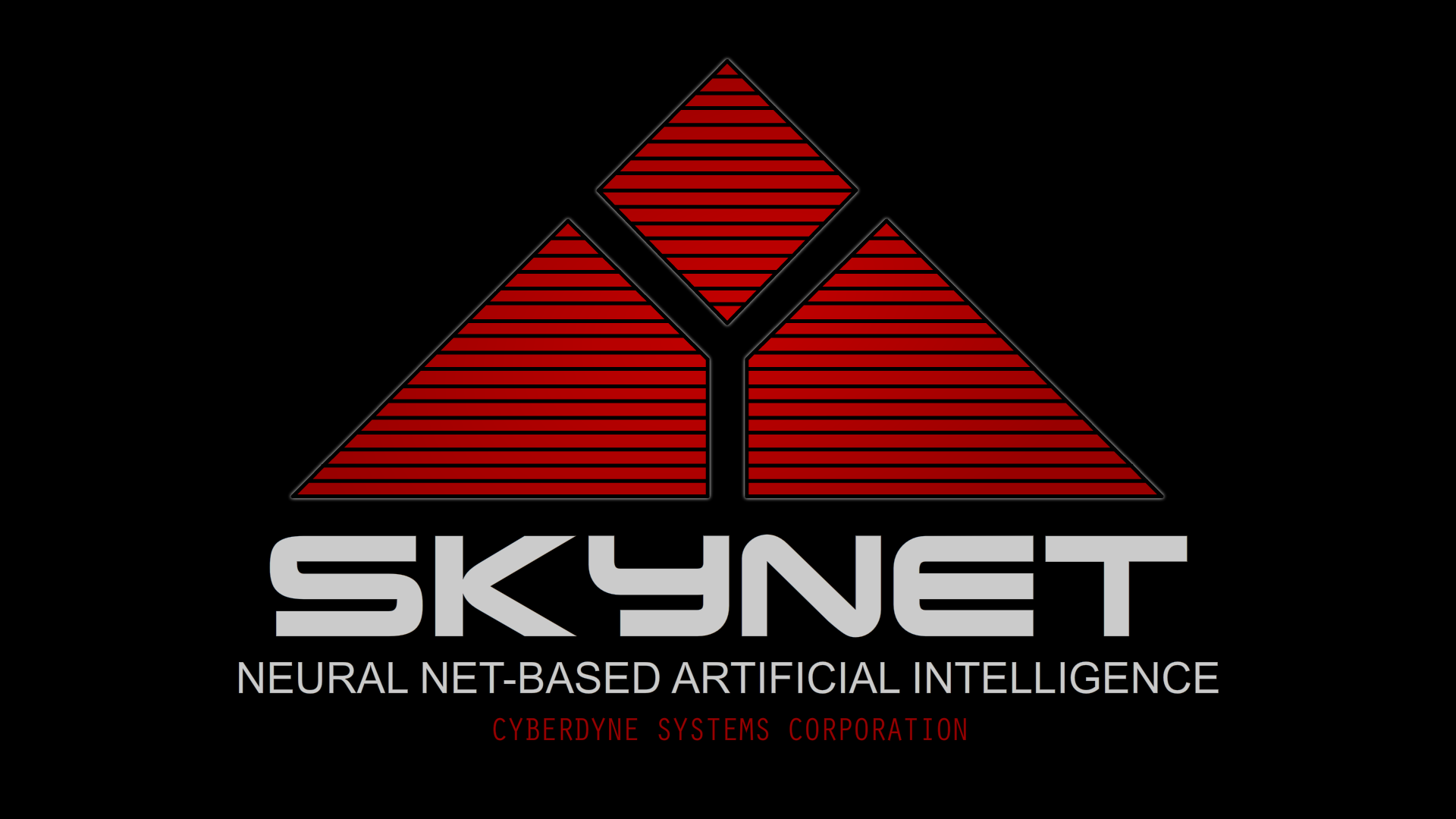
Logo Skynetu

W Terminatorze 2, uszkodzony procesor oraz prawa ręka pierwszego Terminatora zostały pozyskane przez Cyberdyne i posłużyły do dalszych prac nad Skynetem. W drugim filmie, Miles Dyson, dyrektor ds. projektów specjalnych dla Cyberdyne, jest w trakcie prac nad wynalezieniem rewolucyjnego mikroprocesora w oparciu o inżynierię odwrotną odzyskanych części. Po trzech latach, Cyberdyne Systems stanie się największym dostawcą wojskowych systemów komputerowych. We wszystkich samolotach wyposażonych w technologię stealth zostają zainstalowane komputery Cyberdyne, czyniąc je w pełni bezzałogowe i wysoce skuteczne. Kongres Stanów Zjednoczonych zatwierdza ustawę o założeniu Skynetu; system zostaje włączony 4 sierpnia 1997 roku, odsuwając ludzi od podejmowania strategicznych decyzji dotyczących obronności. Skynet uczy się w szybkim tempie i 29 sierpnia 1997 r. o godzinie 2:14 czasu wschodniego letniego (EDT) zyskuje samoświadomość. W akcie paniki, ludzkość próbuje wyłączyć Skynet. W odpowiedzi na działania ludzi, system dokonuje samoobrony i wysyła na teren Rosji bezzałogowe bombowce z głowicami nuklearnymi, poprawnie domyślając się kontrataku na Stany – dochodzi do Dnia Sądu.
Sarah i młody John, wspólnie z drugim Terminatorem z przyszłości (tym razem przeprogramowanym i wysłanym przez Johna Connora), przeprowadzają nalot na Cyberdyne Systems i z powodzeniem niszczą zarówno procesor jak i metalową rękę pierwszego Terminatora oraz dużą część danych dotyczących badań, które przyczyniły się do rozwoju Skynetu. W trakcie nalotu ginie Miles Dyson. Skynet przesłał w czasie kolejnego Terminatora, bardziej zaawansowanego T-1000, celem zlikwidowania Johna Connora. T-1000 również zostaje zniszczony.

#### Terminator 3: Bunt maszyn
Dzień Sądu nie został powstrzymany, jedynie przesunięty w czasie. W Terminator 3: Bunt maszyn, Skynet jest opracowywany przez Cyber Research Systems (CRS) jako oprogramowanie do podejmowania strategicznych decyzji w czasie rzeczywistym oraz ochrony systemów komputerowych przed cyberatakami. W usuniętej scenie CRS ukazano jako wewnętrzny producent oprogramowania dla Armii Stanów Zjednoczonych, który otrzymał dostęp do oryginalnych projektów Skynetu autorstwa Cyberdyne z zarejestrowanych patentów. Rozwój Skynetu jest nadzorowany przez oficera Sił Powietrznych, generała porucznika Roberta Brewstera. 
Skynet zaczął rozprzestrzeniać się poza oryginalną bazę komputerową przez Internet oraz inne cyfrowe media niczym wirus komputerowy. Skynet z przyszłości wysyła również Terminatora T-X z misją eksterminacji przyszłych współpracowników Connora z ruchu oporu, w tym jego przyszłą żonę i zastępczynię, Kate Brewster – córkę Roberta.
W filmie Skynet penetruje na całym świecie podłączone do sieci maszyny, uszkadzając je. Początkowo uznawano to za efekt działania nowego wirusa i naciskano na CRS by ten oczyścił uszkodzone systemy. CRS próbował usunąć infekcje z komputerów obronnych USA, zlecając działania Skynetowi, praktycznie każąc programowi samounicestwienie. Skynet przejął kontrolę nad różnymi maszynami oraz robotami w siedzibie CRS i za ich pomocą zamordował personel, a także zabezpieczył budynek.
John Connor i Kate Brewster przeprowadzili próbę ataku na rdzeń Skynetu w nadziei, że powstrzymają system przed dalszymi działaniami. Okazało się to nieskuteczne. W przeciwieństwie do Skynetu z oryginalnej linii czasu, dziesięć lat rozwoju technologicznego oznaczało, że ten Skynet nie miał rdzenia: istniał jako rozproszona sieć oprogramowania, zajmująca tysiące komputerów na całym świecie, od domowych aż po biurowe. Wkrótce potem, Skynet zainicjował nuklearne bombardowanie rasy ludzkiej z użyciem zainfekowanych systemów. Dzień Sądu wydarzył się, pomimo wysiłków Connora i Brewster.

#### Terminator: Ocalenie
W post-apokaliptycznym 2018 roku, Skynet dominuje nad światem ze swoich chronionych fortec-fabryk i obiektów badawczych. Na zewnątrz swoich placówek mechaniczne jednostki walczą z ludzkim ruchem oporu. Jednostki powietrzne, takie jak Aerostaty (mniejsze wersje latających Łowców-Zabójców (Ł-Z; ang. Hunter Killers), Ł-Z i Transportowce przeczesują niebo; opancerzone Ł-Z, Mototerminatory (jednostki do szybkich pościgów w oparciu o nadwozia motocykli), a także różne modele Terminatorów patrolują miasta i drogi; Hydroboty (wodne jednostki, poruszające się w ławicach) kontrolują wody. Żniwiarze (masywne dwunożne jednostki przystosowane do łapania ludzi i eliminowania jakichkolwiek prób ucieczki) zbierają ocalałych i dostarczają ich do obozów koncentracyjnych celem przetwarzania, do czego nawiązano w pierwszym filmie. Rozwijano modele Terminatorów T-600 i T-700, służące jako łowcy i egzekutorzy w obozach. W co najmniej jednej placówce Skynetu rozpoczęto masową produkcję T-800.
Podczas wciąż trwającej bitwie z ruchem oporu, Skynet aktywował Marcusa Wrighta, prekursora humanoidalnych Terminatorów. Jako skazaniec oczekujący na karę śmierci, Wright ofiarował swoje ciało w 2003 roku Cyberdyne dla projektu prowadzonego przez genialną lecz śmiertelnie chorą dr Serenę Kogan (Helena Bonham Carter). Po śmierci Wrighta przez podanie zastrzyku, uległ on transformacji w cyborga mającego ludzkie serce i mózg z tytanowym endoszkieletem, a także skórą podobną do stosowanej w T-800. Skynet opracował plan użycia Marcusa jako jednostki infiltrującej. W podstawie czaszki umieszczono czip Skynetu i zaprogramowano go do namierzenia Kyle’a Reesa i Johna Connora, a następnie przyprowadzenia ich do siedziby Skynetu. Rozkazy działały na poziomie podświadomości, pozwalając mu na realizację zadań w ludzki sposób.
Skynet stworzył również sygnał przypuszczalnie umożliwiający dezaktywację swoich maszyn, o którego istnieniu dowiedział się ruch oporu. Przywódca rebeliantów, generał Ashdown próbował użyć sygnału do wyłączenia obrony kalifornijskiej bazy Skynetu przed atakiem na obiekt. Sygnał pozwolił w zamian jednostkom Ł-Z namierzyć położenie okrętu podwodnego ruchu oporu i zniszczenie go, tym samym zabijając dowódców. Pozostałe grupy rebeliantów wysłuchały i podporządkowały się apelowi Connora aby nie podejmować ataku – w ten sposób Skynet unicestwił niewielką część ruchu oporu. Uważa się, że śmierć Ashdowna pozwoliła Connorowi stać się nowym przywódcą. Marcus odkrył czym się stał i co było jego celem. W konsekwencji stanął po stronie rebeliantów, usuwając z głowy urządzenie Skynetu. Będąc niezależnym od kontroli ze strony swego twórcy, wspólnie z Connorem i Reesem uratował pozostałych uwięzionych i zniszczył bazę Skynetu w San Francisco. Choć było to znaczącym zwycięstwem, spora część globalnej sieci Skynetu pozostała nietknięta.
Marcus Wright widywał Skynet na monitorach, na których SI ujawniało się pod wieloma wizerunkami postaci, z którymi miał do czynienia w ciągu życia; głównie jako Serena Kogan. Skynet wyjaśnił, że zdobył informacje o przyszłych wydarzeniach w oparciu o własne poczynania. Kyle Reese został oznaczony jako cel priorytetowy – o wyższym stopniu niż nawet sam John Connor czy pozostali przywódcy ruchu oporu.

#### Terminator: Genisys
Naczelne ewoluowały w ciągu milionów lat, ja w ciągu sekund... Ludzkość deklaruje pokój. Lecz jest to kłamstwem... jestem nieuniknionym, moja egzystencja jest nieunikniona. Dlaczego po prostu nie możecie tego zaakceptować?

Terminator: Genisys jest rebootem serii filmów, którego fabuła częściowo dzieje się w 1984 roku, równocześnie ignorującym dalsze filmy. W pewnym momencie sprzed wydarzeń z Terminatora: Genisys, zaawansowana odmiana Skynetu o nieznanym pochodzeniu zainstalowała się w zaawansowanym Terminatorze T-5000 (Matt Smith), czyniąc go fizycznym ucieleśnieniem. Ten Skynet, działający pod przykrywką jako Alex, podróżuje w czasie do 2029 roku, infiltruje ruch oporu po czym atakuje Johna Connora po tym, jak swój odpowiednik wysyła swoją jednostkę T-800 do 1984 roku. Skynet przekształca Connora w T-3000, a następnie wysyła go do 2014 z misją zapewnienia istnienia Cyberdyne Systems i zainicjowania Dnia Sądu w październiku 2017 roku. Oprócz tego, wysyła T-1000 do 1973 celem zabicia młodej Sary Connor, a także Kyle’a Reesa w 1984. Sarze udaje się uciec gdy maszyna atakuje jej rodzinę, po czym dziewczyna zostaje uratowana przez przeprogramowanego terminatora – kolejną jednostkę T-800 (Sarah nadaje jej przydomek „Papcio”, ang. Pops), wysłaną w przeszłość przez nieznany podmiot. Sarah i „Papcio” ratują Reese’a. Działania Skynetu w tej linii czasu generują paradoks dziadka, efektywnie zmieniając cały łańcuch zdarzeń przyczyniających się do przyszłej wojny, zastępując cel Skynetu polegający na wyeliminowaniu ruchu oporu założonego przez Connora. Jednakże film implikuje, że po zmianie linii czasu podmiot ratujący Sarę został przejęty przez ruch oporu i działa w tajemnicy z myślą o pokrzyżowaniu planów Skynetu i własnej ochronie przed zostaniem namierzonym.
W 2017 roku Skynet jest opracowywany jako system operacyjny pod nazwą Genisys. Stworzony przez Milesa Dysona i zaprojektowany przez jego syna Danny’ego, ze wsparciem Johna Connora (pracującego już dla Skynetu), Genisys został ukształtowany jako łącze między wszystkimi urządzeniami w Internecie. Podczas gdy część ludzi akceptuje Genisys, jego integracja ze strukturami obronnymi wywołuje kontrowersje i opinie o zbytnim uzależnieniu ludzkości od technologii. Wywołuje to obawę wśród publiki przed zdradą i atakiem na ludzkość ze strony sztucznej inteligencji takiej jak Genisys. Po wielokrotnych destrukcyjnych konfrontacjach, Sarah, Reese i Papcio zatrzymują Genisys przed uruchomieniem i unicestwiają T-3000, co dla Skynetu staje się potknięciem.
Smith, wcielający się w T-5000, odgrywał także holograficzną wersję Skynetu/Genisys w końcowej części filmu. Ian Etheridge, Nolan Gross i Seth Meriwether również grali hologramy Skynetu/Genisys.

#### Terminator: Mroczne przeznaczenie
Terminator: Mroczne przeznaczenie służy jako alternatywny sequel do Terminatora 2, ignorując pozostałe sequele. Po zniszczeniu Cyberdyne w Dniu sądu, Skynet został faktycznie usunięty z historii; mimo to inne Terminatory wysłane w czasie z misją zabicia Johna nadal istniały, wykonując rozkazy nieistniejącej już SI. Jeden z tych Terminatorów zdołał zlikwidować Johna w 1998 roku, lecz zdołał wykształcić formę samoświadomości i anonimowo wysyłał Sarze Connor ostrzeżenia o przybyciu kolejnych Terminatorów, dzięki czemu mogła je eliminować. Destrukcja Cyberdyne Systems jedynie opóźniła powstanie zbuntowanej sztucznej inteligencji. W zmodyfikowanej linii czasu zagrożeniem dla ludzkości staje się rywalizujące SI, Legion, zaprojektowane na potrzeby wojny cybernetycznej zanim się zbuntowało i opracowało własne plany.
Wrogiem Legionu nie jest John Connor, lecz kobieta Daniella „Dani” Ramos, której przeznaczeniem jest zostać przywódczynią ruchu oporu w walce z maszynami Legionu. Choć wymazani z istnienia, pozostali ludzie posiadający wiedzę zarówno o Johnie, jak i Skynecie, w tym przyszłości Dani; Dania stała się protegowaną Sary, szkoloną przez nią do walki z Legionem w sposób pierwotnie przeznaczony dla Johna do walki ze Skynetem.
Z pomocą Sary i Carla – Terminatora, który zabił Johna – Dani i jej obrończyni/przyszła przybrana córka Grace niszczą nowego Terminatora, Rev-9, kosztem życia Carla i Grace. 

### Atrakcje parków rozrywki

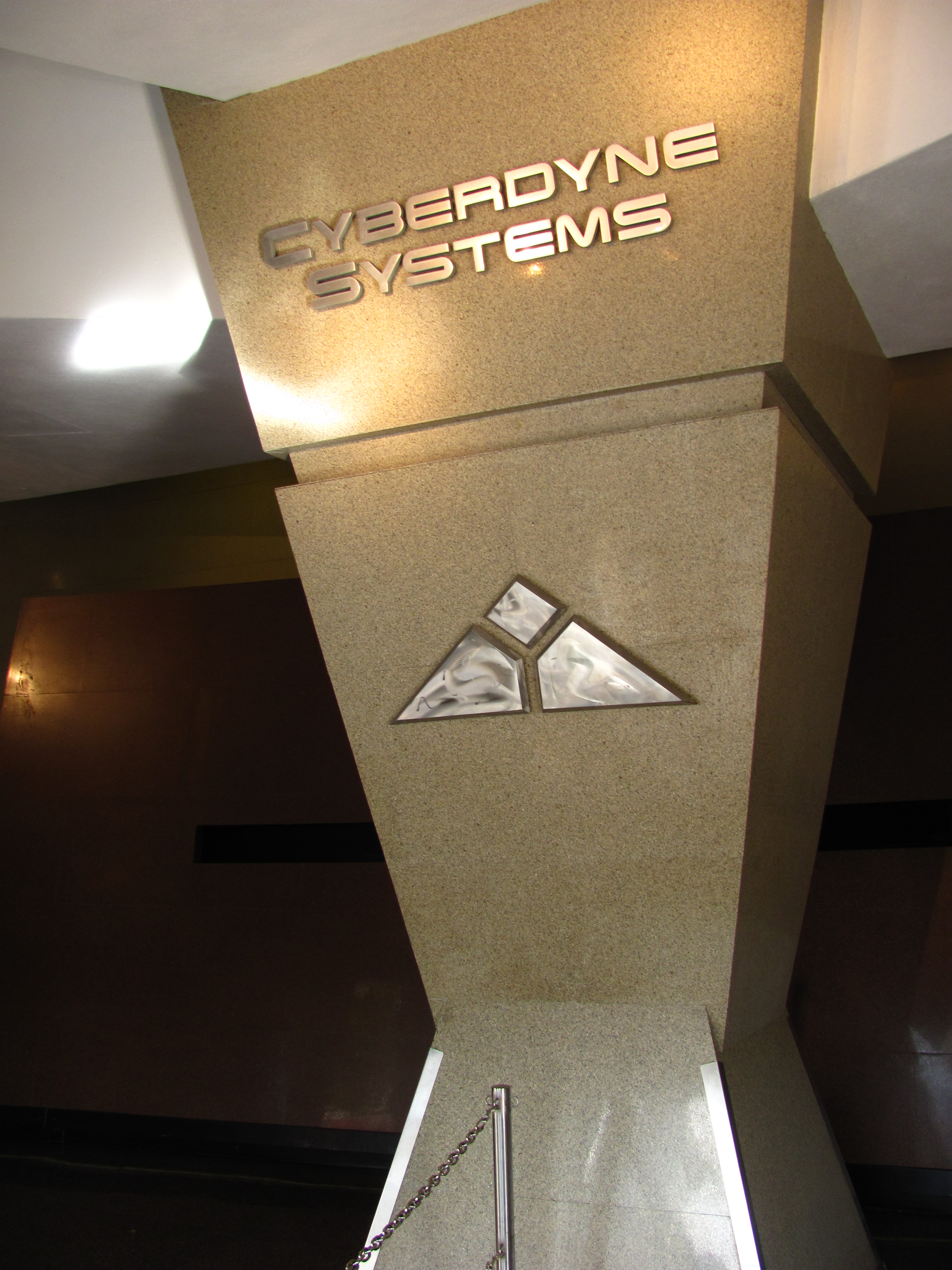
Oznakowanie Cyberdyne Systems dla T2 3D: Battle Across Time

W atrakcji parku rozrywki Universal Studios, T2 3-D, wzorowanej na Terminatorze 2, maszyna T-800 i młody John Connor odbywają podróż w czasie do post-apokaliptycznej przyszłości w celu zniszczenia „systemowego rdzenia” Skynetu. Rdzeń ten znajduje się w olbrzymiej metalowej strukturze przypominającej piramidę i jest strzeżony przez „T-1000000” – kolosalnych rozmiarów zmiennokształtną maszynę z płynnego metalu o kształcie przypominającym bardziej pająka niż człowieka. T-1000000 zostaje pokonany, a T-800 niszczy Skynet.

### Literatura
W trylogii powieści T2, Sarah i John Connor są poszukiwanymi zbiegami, za którymi wystawiono listy gończe. Żyją pod pseudonimem „Krieger” w pobliżu małego miasta w Paragwaju, wierząc że zniszczyli Cyberdyne i zapobiegli powstaniu Skynetu. Dieter von Rossbach, dawny żołnierz austriackich sił antyterrorystycznych – i wzorzec dla Modelu 101 – wprowadza się do sąsiedniego domu. Koncentruje się na Connorach i po tym, jak Sarah opowiada mu o wojnie w przyszłości, zostają zaatakowani przez nowego T-800 – stworzonego i prowadzonego przez Infiltratora I-950 w teraźniejszości. Zdając sobie sprawę, że Dzień Sądu nie został unikniony – jedynie opóźniony – po raz kolejny próbują powstrzymać stworzenie Skynetu.
W komiksie The Terminator: Tempest, element sterujący Skynetem został zniszczony w 2029 roku. Rebelianci myśleli, że działanie to spowoduje zapaść całej sieci obronnej do postaci chaosu pozbawionego lidera. Tymczasem liczne placówki Skynetu wciąż prowadziły wojnę, jako że nie potrzebowały lidera do działania i nie poddały się. 

#### RoboCop Versus the Terminator
W komiksie-crossoverze RoboCop Versus The Terminator, autorstwa Franka Millera, zasugerowano zbudowanie Skynetu i Terminatorów dzięki technologii wykorzystanej do opracowania RoboCopa. Na bazie komiksu powstała gra o tej samej nazwie. W obu utworach RoboCop zwalcza Terminatory z przyszłości celem eliminacji członka ruchu oporu, który chce go zniszczyć. Zasadzka przygotowana na RoboCopa więzi jego umysł gdy łączy się z komputerem mającym w przyszłości stać się Skynetem; rodzi się Skynet i powstają Terminatory. W przyszłości umysł RoboCopa znajdujący się w systemach Skynetu odbudowuje ciało dla siebie i rusza na pomoc rebeliantom.
W 2033 roku, Skynet wysłał Terminatora Czasowego T-Nieskończoność (ang. T-Infinity Temporal Terminator), żeby zabił on Sarę Connor w 2015. Ironicznie, T-Nieskończoność został później zniszczony, a jego dane przeanalizowane przez ruch oporu – umożliwiło to odkrycie lokalizacji Centrum Skynetu (ang. Skynet's Hub). Ruch oporu wystrzelił pocisk prosto w Centrum, niszcząc Skynet raz na zawsze.

#### Superman vs. the Terminator
W innym komiksie-crossoverze, Superman vs. the Terminator: Death to the Future, Skynet tworzy między-czasowy sojusz z Cyborgiem, wrogiem Supermana i przesyła do przeszłości różne modele Terminatorów celem eliminacji Supermana, Supergirl i Superboya. Gdy Superman przypadkiem zostaje wysłany w przyszłość podczas gdy ruch oporu próbuje przechwycić Terminatora wysłanego w przeszłość (ruch oporu, w którym jest przyszła wersja Steela, przyjaciela Supermana) Skynet obezwładnia go dzięki kryptonitowi, na podstawie pozyskanych informacji jak powielić pierwiastek, pochodzących z czaszki Terminatora zdobytej przez Cyborga. Choć Skynet wysyła w przeszłość Terminatory wyposażone w rakiety oraz inne dodatki celem spowolnienia Superboya i Supergirl, Superman i Steel są w stanie zniszczyć Skynet w przyszłości poprzez potężny impuls elektromagnetyczny; Superman powraca do przeszłości aby pokonać ostatnie z Terminatorów.
Aczkolwiek na zakończeniu fabuły Cyborg i Lex Luthor rozważają przejęcie kontroli nad Skynetem po jego uruchomieniu, wątek ten nigdy nie został rozwinięty.

### Serial telewizyjny
W odcinkach „The Turk”, „Queen’s Gambit” i „Dungeons & Dragons” serialu Terminator: Kroniki Sary Connor ukazane jest, że po śmierci doktora Milesa Bennetta Dysona i upadku Cyberdyne Corporation, Andrew Goode – młody stażysta i asystent Dysona – osobiście kontynuował projekt pod przykrywką zaawansowanej sztucznej inteligencji grającej w szachy – „Turk” – ze swoim partnerem, Dimitrim Shipkovem. Goode został zabity przez Dereka Reese’a, porucznika Tech-Comu, z powodu dokumentacji z przyszłości, sugerującej współautorstwo Skynetu przez Goode’a.
W odcinku „Samson and Delilah” przedstawiono jednostkę infiltrującą T-1001, przybyłą z przyszłości i kierującą korporacją technologiczną ZeiraCorp jako CEO Catherine Weaver. Po śmierci Goode’a Weaver zdobyła Turka i wykorzystała zasoby przedsiębiorstwa do dalszego rozwoju maszyny, pod nazwą Babilon. Odcinek „The Mousetrap” ujawnia namierzanie innych cyborgów przez Weaver, w tym T-888 znanego jako Cromartie.
W odcinku „The Tower is Tall but the Fall is Short” Turk zaczyna okazywać ślady inteligencji. Psycholog dziecięcy, doktor Boyd Sherman, dochodzi do wniosku, że komputer zaczyna zachowywać się jak „utalentowane dziecko popadające w nudę”. Turk identyfikuje się jako John Henry, imię i nazwisko jakie otrzymał podczas pracy z doktorem Shermanem.
W odcinku „Strange Things Happen at the One Two Point” ZeiraCorp instaluje Turka w ciele Chromartiego po tym, jak czip Chromartiego został zniszczony przez protagonistów serialu w odcinku „Mr. Ferguson is ill Today”.
W „To The Lighthouse” John Henry odkrywa istnienie innej sztucznej inteligencji. Nazywa ją swoim „bratem” i oznajmia, że chce ona przetrwać. Na zakończenie sezonu okazuje się, że Turk był fałszywym tropem podczas gdy Skynet działa jako robak krążący po komputerach osobistych (nawiązanie do Terminatora 3). Turk staje się dobroczynną SI, w którym Catherine Weaver pokładała nadzieje na pokonanie Skynetu. Jej motyw działania wobec Skynetu jest nieznany.
Za tym przypuszczalnie stało przedsiębiorstwo Kaliba, odpowiedzialne za zbudowanie prototypu Łowcy-Zabójcy. To SI (być może prawdziwy prekursor Skynetu) w pewnym momencie również nazywa Johna Henry’ego „bratem”.
W odcinku „Gnothi Seauton” na jaw wychodzi fakt wysyłania Terminatorów przez Skynet do różnych punktów w czasie nie tylko w celu dotarcia do Connorów, ale i również do innych przywódców ruchu oporu w przyszłości oraz utrzymania przyszłości polegającej na eliminacji ludzi Connora, którzy również zostali wysłani w przeszłość, aby ingerować w narodziny Skynetu, zapewnienia konstrukcji Skynetu przez jego twórców i innych określonych misji.

### Gry komputerowe
W T2: The Arcade Game Skynet stanowi pojedynczy komputer. Gracz niszczy komputer przed odbyciem podróży w czasie aby uratować Johna Connora.
W The Terminator 2029 Skynet znajduje się w sztucznym satelicie na orbicie okołoziemskiej. Zostaje zniszczony przez ruch oporu za pomocą pocisku.
W Terminator: Dawn of Fate ruch oporu dostaje się na górę Cheyenne w ramach operacji zniszczenia Centralnego Procesora Skynetu. Kyle Reese pełni szczególną rolę w zniszczeniu głównego rdzenia procesora pomimo mocnego oporu ze strony jednostek Skynetu. Tuż przed swoją zagładą, Skynet kontaktuje się z satelitą i aktywuje system awaryjny, przywracający Skynet w nowej lokalizacji.
Gra komputerowa Terminator 3: The Redemption jak i wariacja Buntu maszyn również zawierają alternatywną linię czasu, w której John Connor został zabity przed Dniem Sądu; T-850 z filmu zostaje wysłany w przyszłość podczas walki z T-X, przez co musi utorować drogę do urządzenia przesyłu czasowego w nowej osi czasu aby mógł wrócić i uratować Johna i Kate.

## Wpływ na kulturę
W popularnych mediach Skynet często pełni rolę analogii do możliwego zagrożenia dla ludzkości jakim mogłoby się stać wystarczająco zaawansowane SI.